# Triple X Records
La Triple X Records è un'etichetta discografica statunitense con sede a Los Angeles che si occupa dei generi hip hop, electronic, punk e rock.

## Discografia
- Back from Samoa
- Fear of a Punk Planet
- Inside My Brain
- Jane's Addiction
- Live 1981 and 1986
- Mommy's Little Monster
- Sweatin' to the Oldies: The Vandals Live
- Gabba Gabba Hey: A Tribute to the Ramones